# Lela Javakhishvili
Lela Javakhishvili (in georgiano ლელა ჯავახიშვილი?; Telavi, 23 aprile 1984) è una scacchista georgiana, maestro internazionale.
È stata quattro volte campionessa georgiana femminile, ha vinto cinque medaglie alle Olimpiadi degli scacchi (un oro, tre bronzi e un argento) e una volta il Mondiale a squadre femminile. Dal dicembre del 2013 è stabilmente tra le prime 50 del ranking mondiale femminile.

## Carriera
Ottiene il titolo di maestro internazionale nel 2005. Nel 2006 vince la medaglia di bronzo individuale in terza scacchiera alle Olimpiadi di Torino, realizzando il punteggio di 8,5 su 11.
Nel 2006 vince la medaglia di bronzo individuale alle Olimpiadi degli scacchi di Torino, ottenendo la terza miglior prestazione come terza scacchiera con 8,5 su 11, corrispondente al 77,3% dei punti a disposizione.
Nel 2008 vince la medaglia d'oro alle Olimpiadi di Dresda nel femminile con la nazionale georgiana, giocando in terza scacchiera, dove realizzerà il risultato individuale di 4,5 su 9.
Nel 2010 vince la medaglia di bronzo alle Olimpiadi degli scacchi di Chanty-Mansijsk, dove la nazionale georgiana totalizzerà 16 punti al terzo punto insieme a un gruppetto di sei squadre composto da Cuba, Stati Uniti, Polonia, Azerbaijan, Bulgaria, ma avrà la meglio per spareggio tecnico, grazie al punteggio Sonneborn-Berger. La nazionale georgiana verrà preceduta in quella edizione dalla Russia, 22 punti, e dalla Cina, 18 punti.
Nel 2014 alle Olimpiadi degli scacchi di Tromsø realizzerà la seconda miglior prestazione in terza scacchiera
Nel 2015 in aprile vince il Mondiale a squadre femminile di Chengdu, in Cina, giocando in seconda scacchiera, dove realizzerà il punteggio di 4 su 8.
Nel 2018 alle Olimpiadi di casa di Batumi la nazionale georgiana femminile ottiene il bronzo con la Javakhishvili in seconda scacchiera, arrivando a un solo punto in classifica da Cina e Ucraina, rispettivamente prima e seconda classificata.
Nel 2022 alle Olimpiadi post-COVID19 di Chennai gioca in terza scacchiera con la nazionale georgiana, che dovrà accontentarsi dell'argento soltanto per lo spareggio tecnico con l'Ucraina, entrambe prime in classifica a 18 punti.
Nel 2023 vince la medaglia d'oro al Campionato del Mondo a squadre femminile, svoltosi a Bydgoszcz con la rappresentativa georgiana, bissando il successo del 2015.